# Голоев, Виталий Фёдорович
Голоев Виталий Фёдорович (осет. Голоты Федоры фырт Виталий; род. 15 июня 1996, Беслан, Республика Северная Осетия — Алания) — российский борец вольного стиля осетинского происхождения. Борьбой начал заниматься в 2004 году у Арчегова Тотраза Борисовича. Занимался изначально в г. Беслан, после того как попал в молодёжную команду, начал заниматься в Академии борьбы имени Аслана Хадарцева (Владикавказ). Мастер спорта России международного класса.

## Спортивная карьера
Член сборной команды России с 2015 года. Живёт в Беслане. На всероссийских соревнованиях выступает за Северную Осетию и Москву. Тренерами являются Арчегов Тотраз Борисович и Тедеев Малик Тотразович.

## Спортивные достижения
Первенство мира (до 23 лет) 2019
 Первенство Европы (до 23 лет) 2019
 Первенство Европы (до 23 лет) 2016
 Чемпионат России 2020
	Гран-при Иван Ярыгин 2022
Гран- при Иван Ярыгин 2021
	МТ Юрий Гусова 2019
	МТ Степан Саркисян 2019
	Гран- при Ивана Коркина 2018
 МТ Аланы 2018
 МТ Али Алиева 2017